# Black and Tans
El Black and Tans (en irlandès, Dúchrónaigh), oficialment Royal Irish Constabulary Special Reserve (Reserva Especial de la Reial Conestablia Irlandesa), va ser una força de conestables temporals reclutats per assistir a la Royal Irish Constabulary (RIC) durant la Guerra d'Independència irlandesa. La força va ser idea de Winston Churchill, futur Secretari d'Estat per a la Guerra britànic. La lleva es va iniciar a Gran Bretanya a la fi de 1919. Milers, molts d'ells veterans de l'exèrcit britànic de la Primera Guerra Mundial, van respondre a la crida al reclutament del govern britànic. La majoria dels reclutes provenien de Gran Bretanya, encara que també tenien alguns membres d'Irlanda. El seu paper era ajudar la RIC a mantenir el control i lluitar contra l'Exèrcit Republicà Irlandès (IRA), l'exèrcit de la República Irlandesa. El sobrenom "Black and Tans" (Negre i bronzejat) va sorgir dels colors dels uniformes improvisats que inicialment portaven, composts d'exèrcits britànics mixtos i armades d'uniformes RIC de fusell RIC. El Black and Tans es va fer conegut pels seus atacs contra civils i béns civils.
El Black and Tans de vegades es confon amb la Divisió Auxiliar, una unitat contra-insurgent del RIC composta per ex-oficials britànics. No obstant això, de vegades el terme "Black and Tans" s'utilitza per referir-se a aquests dos grups.

## Fundació
La Irlanda de finals del segle xix i principis del XX va ser dominada per la persecució dels nacionalistes irlandesos del Home Rule del Regne Unit de Gran Bretanya i Irlanda. La qüestió de Home Rule va quedar estancada amb l'esclat de la Primera Guerra Mundial, i el 1916 els republicans irlandesos van protagonitzar l'aixecament de Pasqua contra el govern britànic en un intent d'establir una república. El recolzament creixent entre la població irlandesa per al partit polític republicà Sinn Féin va guanyar 73 de 105 escons a les eleccions generals irlandeses de 1918. El 21 de gener de 1919, el Sinn Féin es va establir com el Primer Dáil, que després va declarar una República Irlandesa independent. També van declarar a l'Exèrcit de la Republica d'Irlanda (IRA) l'exèrcit oficial de l'estat, que el mateix mes va començar la Guerra d'Independència irlandesa. Els objectius principals de l'ofensiva de l'IRA van ser el Royal Irish Constabulary (RIC) i l'exèrcit britànic a Irlanda.
El setembre del 1919, el Primer Ministre britànic, David Lloyd George, va il·legalitzar el Dáil i va augmentar la presència de l'exèrcit britànic a Irlanda, començant a treballar en la propera llei d'autonomia.
El gener de 1920, el govern britànic va iniciar una crida a les ciutats britàniques perquè els homes estiguessin disposats a "afrontar una tasca arriscada i perillosa", ajudant a augmentar els rangs del RIC a la policia d'una Irlanda cada vegada més anti-britànica. No hi va haver escassetat de reclutes, molts d'ells desocupats veterans de l'exèrcit de la Primera Guerra Mundial, i el novembre de 1921 s'hi havien unit uns 9.500 homes. Aquesta sobtada afluència d'homes va provocar una escassetat d'uniformes del RIC i els nous reclutes van ser equipats amb uniformes caqui de l'exèrcit (generalment només pantalons) i l'excedent de túniques, capes i cinturons verd fosc de la RIC o blaus de la policia britànica. Aquests uniformes els van diferenciar de l'exèrcit britànic i de la RIC regular, i va donar lloc al sobrenom de la força: Christopher O'Sullivan va escriure al Limerick Echo el 25 de març de 1920 que, trobant-se amb un grup de reclutes en un tren a Limerick Junction, el vestit d'un li va recordar a la cacera de Scarteen, el sobrenom de "Black and Tans" de la qual derivava de la coloració dels seus beagles de Kerry. El comediant d'Ennis, Mike Nono, va fer la broma al Royal Theater de Limerick, i el sobrenom aviat va fer fortuna, persistint fins i tot després que els homes rebessin uniformes RIC complets. La popular afirmació irlandesa feta aleshores que la majoria dels homes que formaven part del Black and Tans tenien antecedents penals i que havien estat reclutats directament des de les presons britàniques és incorrecta, ja que un expedient criminal desqualificaria un de treball com a policia. La gran majoria dels homes que treballaven en el Black and Tans eren veterans desocupats de la Primera Guerra Mundial que tenien dificultats per trobar llocs de feina i per a la majoria eren els motius econòmics els que els van obligar a unir-se als Constables Temporals.
Els nous reclutes van rebre tres mesos d'entrenament apressurat i ràpidament van ser enviats als quarters de RIC, principalment al comtat rural de Dublín, Munster i l'est de Connacht. Els primers homes van arribar el 25 de març de 1920. El govern britànic també va pujar a una altra unitat, la Divisió Auxiliar del conestabulat, coneguda com a Auxiliars o Auxies, formada per ex-oficials de l'exèrcit. Els Black and Tans van ajudar els Auxiliars en els intents del govern britànic d'eliminar tant l'IRA com el Dáil. Els Black and Tans tenien per objectiu donar suport al RIC en la lluita contra l'IRA, jugant un paper defensiu-reactiu, mentre que el paper dels "Auxies" era el de les unitats mòbils fortament armades destinades a operacions ofensives en el camp irlandès destinat a la caça i destrucció les unitats de l'IRA. Almenys part de la infàmia dels Black and Tans és immerescuda, ja que molts dels crims de guerra atribuïts als Black and Tans van ser en realitat el treball dels "Auxies".

## Llegat
A causa de la ferocitat en el comportament del Black and Tans a Irlanda i dels nombrosos crims de guerra que van cometre, els sentiments segueixen corrent quant a les seves accions. "Black and Tan" o "Tan" segueix sent un terme pejoratiu per als britànics a Irlanda i la reputació dels Tans segueix sent odiada a Irlanda. El terme encara pot provocar reaccions adverses a causa de la brutalitat recordada. Una de les cançons republicanes irlandeses més conegudes és Come Out, Ye Black and Tans de Dominic Behan. La Guerra d'Independència d'Irlanda es denomina de vegades "la guerra dels Tan" o la "guerra del Black and Tan". Aquest terme va ser preferit pels que van lluitar contra la part anti-tractat a la Guerra Civil Irlandesa i encara avui és utilitzat pels republicans. La medalla "Cogadh na Saoirse", concedida des del 1941 pel govern irlandès als veterans de l'IRA de la Guerra de la Independència, porta una cinta amb dues franges verticals en negre i bronzejat.